# Cheikhou Sow
Cheikhou Sow (* 9. Oktober 1998) ist ein französischer American-Football-Spieler auf der Position des Wide Receivers.

## Werdegang
Sow begann 2009 im Alter von Zehn Jahren bei den Molosses d’Asnières mit dem Flag Football. Nachdem er mit dem Team 2013 französischer U15-Meister geworden war, fing er 2014 mit dem Tackle Football an. Mit Molosses wurde Sow 2016 französischer Juniorenmeister. 2018 war er Teil der französischen Nationalmannschaft, die in Vantaa Europameister wurde. Bei den Dresden Monarchs begann Sow in der GFL-Saison 2019 seine Karriere als professioneller Footballspieler. In 16 Spielen fing er 79 Pässe für 962 Yards und zwölf Touchdowns. Im Frühjahr 2020 nahm Sow an einem vom französischen Verband FFFA und der kanadischen Profiliga CFL organisierten Combine in Paris teil. Noch im selben Jahr stand er erneut für Asnière auf Platz. Nach nur vier Spieltagen stellte die französische Liga allerdings den Spielbetrieb aufgrund der Covid-19-Pandemie ein.
Zur Premierensaison der European League of Football (ELF) 2021 wurde Sow von der Frankfurt Galaxy unter Cheftrainer Thomas Kösling verpflichtet. Mit der Galaxy erreichte er das ELF Championship Game in Düsseldorf, das die Frankfurter mit 32:30 gegen die Hamburg Sea Devils gewannen. Auch in der ELF-Saison 2022 stand er im Roster der Galaxy, die Sow meist als Slot Receiver einsetzten. Mit 335 Receiving Yards und vier Touchdowns trug Sow zur 8:4-Bilanz bei, die aber nicht zum Einzug in die Playoffs reichte. Im November 2022 wurde Sow vom neu gegründeten ELF-Franchise Paris Musketeers für die Saison 2023 unter Vertrag genommen.

## Statistiken
| Jahr                            | Team             | Spiele | Starts | Receiving | Receiving | Receiving | Receiving | Receiving | Receiving |
| Jahr                            | Team             | Spiele | Starts | Rec       | Tgt       | Yds       | Avg       | TD        | Lng       |
| ------------------------------- | ---------------- | ------ | ------ | --------- | --------- | --------- | --------- | --------- | --------- |
| European League of Football     |                  |        |        |           |           |           |           |           |           |
| 2021                            | Frankfurt Galaxy | 07     | 2      | 14        | 16        | 117       | 08,4      | 2         | 23        |
| 2022                            | Frankfurt Galaxy | 12     | 1      | 31        | 40        | 335       | 10,8      | 4         | 33        |
| 2023                            | Paris Musketeers | 12     | 2      | 24        | 37        | 368       | 15,3      | 2         | 45        |
| ELF Gesamt                      | ELF Gesamt       | 31     | 5      | 69        | 93        | 820       | 11,9      | 8         | 45        |
| Quellen: sportsmetrics.football |                  |        |        |           |           |           |           |           |           |

| Jahr                                   | Team             | Spiele | Starts | Receiving | Receiving | Receiving | Receiving | Receiving | Receiving |
| Jahr                                   | Team             | Spiele | Starts | Rec       | Tgt       | Yds       | Avg       | TD        | Lng       |
| -------------------------------------- | ---------------- | ------ | ------ | --------- | --------- | --------- | --------- | --------- | --------- |
| European League of Football            |                  |        |        |           |           |           |           |           |           |
| 2021                                   | Frankfurt Galaxy | 02     | 0      | 03        | 05        | 036       | 12,0      | 0         | 25        |
| ELF Gesamt                             | ELF Gesamt       | 02     | 0      | 03        | 05        | 036       | 12,0      | 0         | 25        |
| Quellen: stats.europeanleague.football |                  |        |        |           |           |           |           |           |           |